# Emblema nacional de Belarús
L'emblema nacional de la República de Belarús (en belarús Дзяржаўны герб Рэспублікі Беларусь, Dziaržaŭny hierb Respubliki Bielaruś; en rus Государственный герб Республики Беларусь, Gosudàrstvenni guerb Respúbliki Belarús) va reemplaçar el símbol històric del cavaller belarús Pahónia (Пагоня) després del referèndum belarús de 1995. Hi figura un sol ixent darrere la bola del món, damunt els raigs del qual està perfilat en verd el mapa de Belarús, tot plegat coronat per una estrella roja de cinc puntes. El conjunt està voltat d'una corona d'espigues de blat amb flors superposades abraçada amb una cinta amb els colors de la bandera estatal. A la base porta inscrit en lletres d'or el nom de l'estat en belarús: Рэспублiка Беларусь (Respúblika Bielarús, República de Belarús).
L'emblema nacional de Belarús no es considera un escut d'armes o escut heràldic a causa de la manca d'elements heràldics. Està basat en el que usà anteriorment la República Socialista Soviètica de Belarús, dissenyat per Ivan Ivànovitx Dubàssov el 1950. Altres emblemes dels temps de la Unió Soviètica també són usats pel Tadjikistan, per l'Uzbekistan i per la regió de Transnístria.

## Descripció

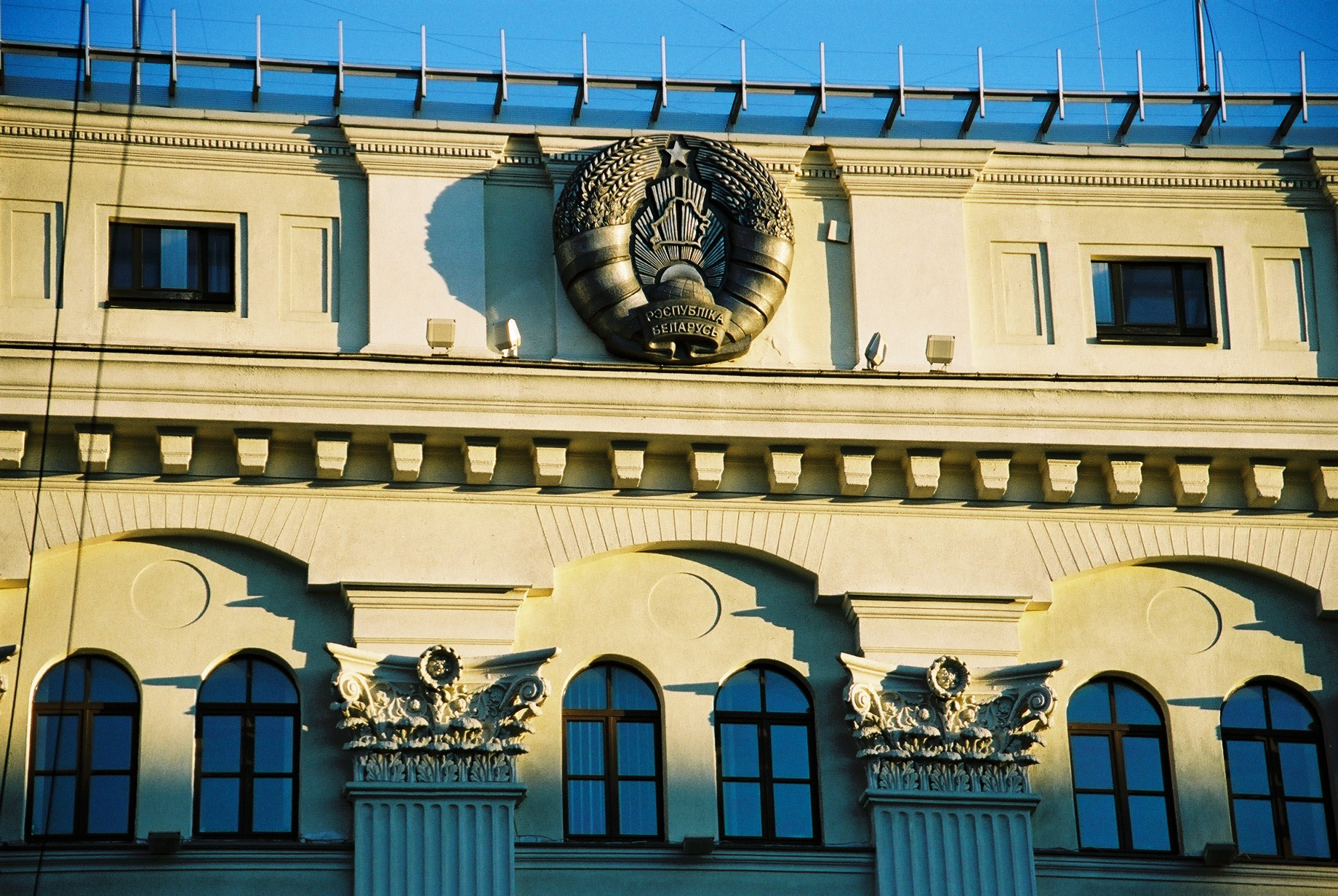
L'emblema en un edifici de la capital, Minsk

### Disseny
En el centre de l'emblema es troba una silueta en verd de Belarús, sobreimposada sobre els raigs d'un sol daurat. Aquest sol està parcialment cobert per un globus terraqüi amb la massa continental (una part d'Euràsia) en lila i l'oceà en color blau. Els dos costats de l'emblema estan guarnits per espigues de blat amb flors superposades; uns trèvols adornen les de la part esquerra, mentre que el lli adorna les de la part dreta. Envoltant les espigues es troba una cinta de color verd i vermell –els colors de la bandera de Belarús–; a la part inferior de l'emblema un doblec té escrit en or el nom en belarús del país, Рэспублiка Беларусь (República de Belarús). A la part superior de l'emblema, finalment, hi ha una estrella roja de cinc puntes.

### Simbolisme
Els elements que comprèn l'emblema estatal no tenen relació amb cap simbolisme "oficial". El disseny de l'emblema de l'RSS de Belarús fou usat com a base per l'emblema belarús actual; la diferència més important entre els dos és que el primer conté certes referències al comunisme –com la falç i el martell i la cinta vermella–, mentre que el segon no en té.

### Legislació

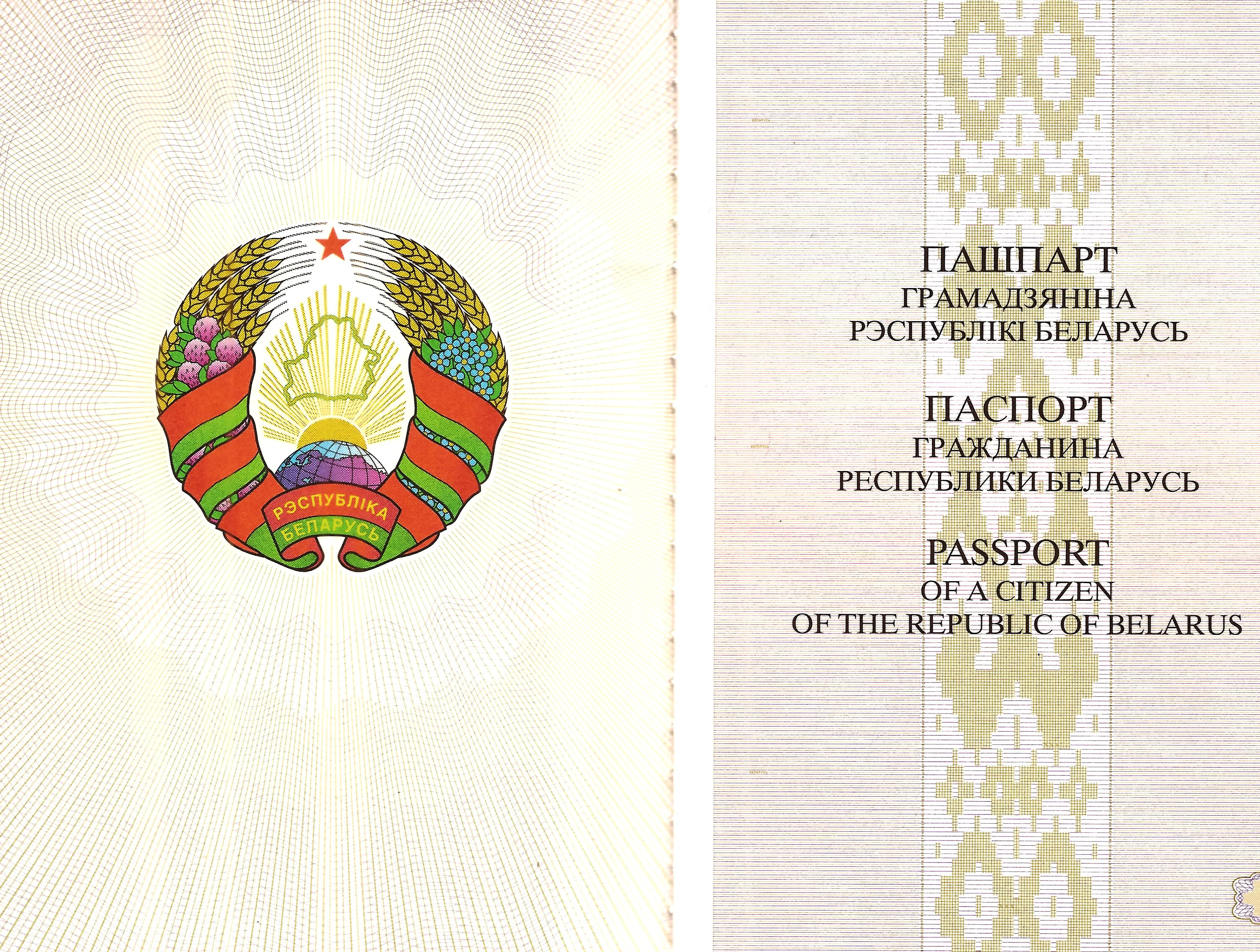
Un passaport belarús amb l'emblema nacional imprès a l'esquerra

La llei actual que regula el disseny i ús de l'emblema belarús fou aprovada el 5 de juliol de 2004. L'article 9 del capítol 3 de la llei 301-3 comença descrivint el dibuix oficial de les armes belarusses i regula el seu propi disseny. Oficialment, l'escut es pot mostrar a tot color, monocrom o bicolor. L'article 10 diu que l'emblema nacional ha de ser mostrat en certes ubicacions de manera continuada, tals com les residències del president del país, la cambra de l'Assemblea nacional i a les oficines governamentals de nivell nacional i regional. També pot ser utilitzat en documents expedits pel govern, entre els quals la moneda, el passaport i les cartes oficials.
La llei també restringeix l'ús de l'emblema en altres contexts; per exemple, les ciutats, pobles o óblasts no poden adoptar cap escut d'armes ni emblema que continguin l'emblema nacional, ja sigui completament o només en part. A més, les organitzacions que no estan contingudes en la Llei de símbols nacionals només poden fer servir l'emblema amb el corresponent permís. El símbol pot ser utilitzat tant per ciutadans belarussos com estrangers, només sota la condició que sigui mostrat amb respecte; els ciutadans, però, no el poden fer servir en capçaleres de cartes ni targetes de visita si no són agents del govern.
En addició als usos estàndard anomenats a la llei, l'emblema ha estat usat en diverses altres circumstàncies. S'ha mostrat, juntament amb la bandera nacional, al principi i al final d'un clip de vídeo de l'himne del país (Mi, Belarussi) que es passa sovint a la televisió nacional. Un altre ús de l'emblema és en urnes i campanyes per correu postal durant les eleccions nacionals i locals. Finalment, també apareix en els senyals fronterers del país.

## Història

### Pahónia

El Pahónia tal com apareixia el 1991

Malgrat el fet que els belarussos comparteixen una identitat i una llengua ètniques diferents, mai no tenien una sobirania política anterior al 1991, excepte durant un breu període de 1918, quan la curta República Popular Belarussa va utilitzar el cavaller com a emblema. Els símbols nacionals belarussos únics no es van crear com a resultat del domini estranger dels territoris belarussos per part de Prússia, Polònia, Lituània i Rússia fins al segle xx.
Fins que fou reemplaçat després del referèndum de 1995, el país utilitzava l'escut d'armes tradicional, el Pahónia, amb camper de gules, carregat amb un cavaller amb armadura empunyant una espasa damunt un cavall sallent, tot d'argent; el cavaller duu un escut d'argent carregat amb una creu patriarcal d'or.
El Pahónia fou usat com l'escut d'armes oficial en moltes ocasions. Ja eren les armes personals d'Algirdas, gran duc de Lituània l'any 1366; es van continuar utilitzant fins que el Gran Ducat de Lituània fou annexat per l'Imperi Rus el 1795, encara que les armes foren incorporades a l'escut d'armes imperial. La idea de retornar al símbol històric nacional fou del poeta belarús Maksim Bahdanovič, que escrigué un poema titulat Pahónia. Les armes foren usades de nou el 1918 quan la breu República Popular de Belarús va usar el Pahónia com a part del seu emblema. Més recentment, el Pahónia fou l'escut d'armes oficial del país a partir del 1991, quan Belarús es va autodeclarar independent de la Unió Soviètica. Des que fou eliminat de l'emblema oficial del país –després del referèndum de 1995–, alguns grups de l'oposició com el Front Popular Belarús han fet servir el Pahónia com a part dels seus propis símbols de partit polític, o bé l'han utilitzat com a forma de protesta contra el líder belarús Aleksandr Lukaixenko.

### República Socialista Soviètica de Belarús

Emblema de 1920

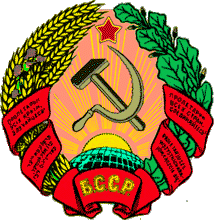
Escut d'armes de 1937 amb la inscripció Treballadors del món, uniu-vos! (d'esquerra a dreta) en belarús, jiddisch, rus i polonès

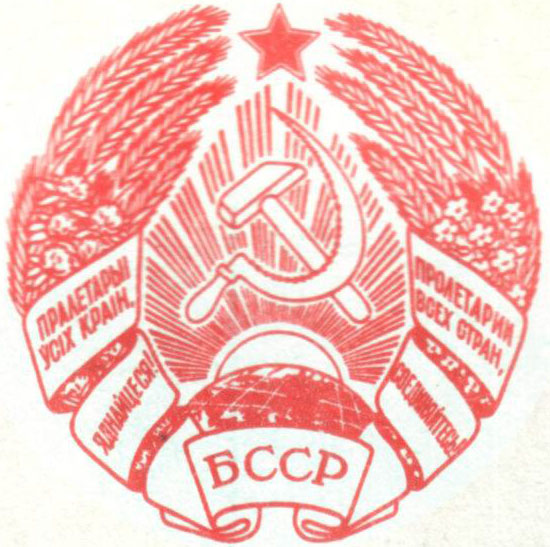
Emblema de 1958

Des de 1920 fins a la caiguda de la Unió Soviètica l'any 1991, l'RSS de Belarús utilitzà un emblema en comptes d'un escut d'armes. El primer emblema usat per la Belarús soviètica fou adoptat el 1919, i és similar a la insígnia contemporània de les repúbliques de Rússia i Ucraïna. La part central de l'emblema és un escut vermell estilitzat que mostra un sol naixent; sobre el sol hi ha la falç i el martell en or, que simbolitzen la unitat entre treballadors i camperols. A sobre seu hi ha escrites en negre les sigles Б.С.С.Р, que denoten el nom de la república: БССР (BSSR) és una abreviatura del nom complet del país (Беларуская Савецкая Сацыялістычная Рэспубліка, República Socialista Soviètica de Belarús). L'escut està envoltat d'una corona d'espigues de blat; a la base, un llaç vermell té inscrit en belarús el lema de la Unió Soviètica: treballadors del món, uniu-vos!.
El 1937 aquest emblema fou reemplaçat per un de nou; es tragué l'escut i s'inclogué més text. La part dreta de l'emblema mostra fulles de roure, i la part esquerra mostra una corona d'espigues de blat amb trèvols a dalt de tot. Al centre hi ha un sol ixent darrere un perfil terrestre; sobre el sol hi ha el martell, la falç i l'estrella roja. al voltant de les espigues de blat i les fulles de roure, una cinta vermella té inscrita la frase "treballadors del món, uniu-vos!" escrita (d'esquerra a dreta) en belarús, jiddisch, polonès i rus. Les inicials Б.С.С.Р –del nom de la república– també estan escrites a la seva base. Deu anys abans, el 1927, l'escut era el mateix, excepte les escriptures de la cinta inferior: en comptes de les sigles Б.С.С.Р hi havia С.С.Р.Б, és a dir, les inicials de la República Socialista Soviètica de Belarús.
Aquest emblema fou de nou reemplaçat per un altre l'any 1950. La característica central d'aquest són la falç i el martell creuats, símbol comunista que simbolitza la unitat dels treballadors i camperols. Sota aquest símbol, un sol surt darrere el globus. La insígnia està envoltada per espigues de blat, reminiscència de la bandera roja usada pel moviment comunista. La base de l'emblema mostra les sigles БССР, i la cinta vermella duu la frase "treballadors del món, uniu-vos!" escrita en belarús a l'esquerra i en rus a la dreta. L'estrella roja del comunisme es troba sobre la falç i el martell. Aquesta versió de 1950 fou dissenyada per Ivan Ivànovitx Dubàssov, un Artista del Poble de l'URSS.

### El referèndum de 1995
El 14 de maig de 1995 se celebrà un referèndum en totes les regions de Belarús. De les quatre preguntes proposades, una era la següent: "Aprova la introducció dels nous símbols nacionals?". Amb una participació del 64,7%, els nous símbols nacionals foren aprovats amb una proporció de 3 a 1 (75,1% contra el 24,9%). La manera com es dugué a terme el referèndum fou molt criticada per l'oposició, incloent-hi la redacció exacta de la pregunta sobre la insígnia nacional. Els defensors del Pahónia també criticaren que el Pahónia i l'antiga bandera blanca-vermella-blanca fossin comparats amb els símbols nazis en la propaganda feta durant la campanya prèvia al referèndum. La comparació es feu perquè la bandera blanca-vermella-blanca i el Pahónia s'havien usat en alguns símbols del Consell Central Belarús, el govern belarús sota el control de l'Alemanya nazi. Aleksandr Lukaixenko celebrà l'elecció dels símbols de tipus soviètic, especialment davant la seva base veterana de la Gran Guerra Patriòtica, dient que «us hem retornat la bandera del país pel qual vau lluitar. Us hem retornat també la memòria i el sentiment d'orgull humà».

## Escuts usats anteriorment
El que segueix és una llista dels escuts usats històricament per Belarús. També s'hi inclouen els períodes quan Belarús formà part de la Confederació de Polònia i Lituània i de la Unió Soviètica.

Segell de Narimunt Gediminovich, príncep de Polotsk (1338)
Cavaller amb el segell del gran duc de Lituània Sigismund Keistutovich (1432)
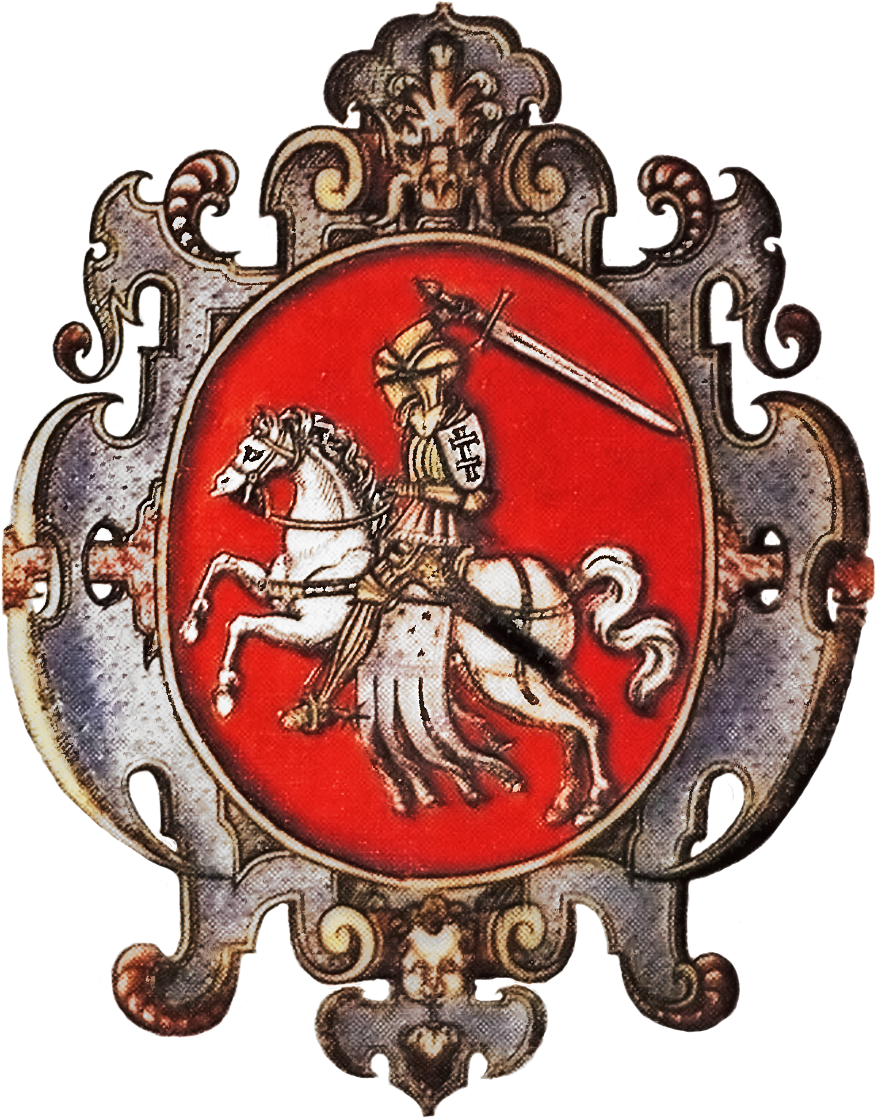
Gran Ducat de Lituània (1366–1795)
Confederació de Polònia i Lituània (1569–1795)
República Popular Belarussa (1918-actualitat, a l'exili)
República Socialista Soviètica de Belarús (1919–1927)
República Socialista Soviètica de Belarús (1958–1981)
República Socialista Soviètica de Belarús (1981–1991)
República de Belarús (1991-1995)
República de Belarús (1995-2012)
República de Belarús (2012-actualitat)